# چاه حاج سیاه خان گرگیج
چاه حاج سیاه خان گرگیج یا سالارزهی روستایی در دهستان چشمه زیارت بخش مرکزی شهرستان زاهدان استان سیستان و بلوچستان ایران است.

## جمعیت
بر پایه سرشماری عمومی نفوس و مسکن در سال ۱۳۹۵ جمعیت این روستا ۱۶ نفر (۷خانوار) بوده‌است.